# Auritus elephas
Auritus elephas là một loài tò vò trong họ Ichneumonidae.